# 下大夫桥
下大夫桥，位于江西省上饶市婺源县江湾镇篁村的村口，是篁溪上的一座木构廊桥。题额 “凤鸣篁墅”、“鹤和松林”。此处原有上下两座大夫桥，上大夫桥已毁于文革。
下大夫桥与万萝庵（文昌阁）、古樟共同组成篁村的水口。
下大夫桥已列为婺源县文物保护单位。